# جوردون فريمان
جوردون فريمان هو بطل الرواية الصامت لسلسلة ألعاب الفيديو هاف-لايف التي أنشأها جايب نويل وصممها نيويل ومارك ليدلو من شركة فالف. أول ظهور له كان في سلسلة هاف-لايف. تم تصوير جوردون فريمان على أنه رجل أبيض من سياتل يرتدي نظارة طبية بشعر بني ولحية صغيرة مميزة، تخرج من معهد ماساتشوستس للتكنولوجيا بدرجة دكتوراه في الفيزياء النظرية وكان موظفًا في منشأة أبحاث بلاك ميسا الخيالية.
غالبًا ما يتم تكليف جوردون (الذي يتحكم فيه اللاعب) باستخدام مجموعة واسعة من الأسلحة والأدوات لمحاربة الكائنات الفضائية مثل سرطانات الرأس، بالإضافة إلى الجمع بين الآلات والجنود. لاقت شخصية جوردون فريمان استحسان النقاد واللاعبين، وكثيرًا ما تعتبره مواقع الألعاب المختلفة أحد أعظم شخصيات ألعاب الفيديو على الإطلاق، بما في ذلك UGO وغيم سبوت.